# سیلوستر سوم
پاپ سیلوستر سوم (به انگلیسی: Sylvester III) یکی از پاپ‌های کلیسای کاتولیک رم بود که در رم به دنیا آمد و از ۱۰۴۵ تا ۱۰۴۵ میلادی پاپ بود.